# Pierre-Nicolas André-Murville
Pour les articles homonymes, voir André et Murville.
Pierre-Nicolas André dit de Murville, né en 1754, mort en 1815, est un poète et dramaturge français.
Fils d’un directeur des fourrages en Alsace, Murville concourut, dès l’âge de 19 ans, pour le prix de poésie à l’Académie française, ne l’obtint pas, et fut pendant quelques années l’un des plus obstinés concurrents. Enfin en 1776, il partagea ce même prix avec un certain Gruet, élève de l’abbé Delille. En 1785, il reçut le prix d’encouragement décerné par cette Académie.
Pendant les guerres de la République, il servit dans les armées en qualité de capitaine. Revenu à Paris, il s’y livra de nouveau aux lettres, et mourut presque dans l’indigence. Parmi ses nombreuses productions, qui, pour la plupart, ne s’élèvent guère au-dessus du médiocre, on relève les Adieux d’Hector et d’Andromaque, pièce qui partagea le prix en 1776 ; l’Épitre à Voltaire, qui obtint l’accessit en 1779 ; la comédie de Melcourt et Verseuil, qui eut quelque succès en 1785, et la tragédie d’Abdelazis et Zuleima, représentée en 1791.
Les almanachs des Muses et autres recueils contiennent beaucoup de ses pièces de vers.
Il avait épousé la fille de la cantatrice de l’Académie royale de musique Sophie Arnould.

## Œuvres
- Épître d’un jeune poète à un jeune guerrier, pièce qui a concouru pour le prix de l’Académie française, en 1773, J.-B. Brunet.
- Les Bienfaits de la nuit, ode qui a concouru pour le prix de l’Académie française, en 1774.
- Épître sur les avantages des femmes de trente ans, pièce qui a concouru pour le prix de l’Académie française, en 1775, D.-C. Couturier père, 1775.
- L’Amant de Julie d’Étange, ou Épitre d’Hermotine à son ami, Esprit, 1776.
- Épître à Voltaire, pièce qui a obtenu l’accessit au jugement de l’Académie française en 1779, Demonville, 1779.
- Le Rendez-vous du mari, ou le Mari à la mode, comédie en 1 acte et en vers, représentée pour la 1re fois sur le théâtre des Tuileries, par les Comédiens français ordinaires du roi, le 1er décembre 1781, Vve Duchesne, 1782.
- Melcour et Verseuil, comédie en un acte et en vers, représentée pour la première fois par les Comédiens français ordinaires du roi, le 8 août 1785, Prault, 1785.
- Lausus et Lydie, tragédie en 5 actes et en vers, Brunet, 1786.
- Lanval et Viviane, ou les Fées et les Chevaliers, comédie héroï-féerie, en 5 actes et en vers mêlée de chant et de danses, représentée pour la première fois par les Comédiens Français, le samedi 13 septembre 1788, Prault, 1788.
- Le Paysage du Poussin, ou Mes illusions, épître à M. Bounieu, peintre... et Dioclétien à Salone, ou Dialogue entre Dioclétien et Maximien. Pièces qui ont concouru pour le prix de poésie de l’Académie française en 1790. Par M. de Murville, l’auteur, 1790.
- Abdélazis et Zuleima, tragédie en 5 actes en vers, représentée pour la première fois sur le théâtre Français de La rue de Richelieu le lundi 3 octobre 1791, Maradan, 1791.
- Eumène et Codrus, ou la Liberté d’Athènes, tragédie républicaine en trois actes et en vers, Lafforest, 1794.
- L’Année champêtre, poëme en quatre chants et en vers libres, suivi de poésies diverses, L. Collin, 1808.
- Ode sur l’heureux accouchement de S. M. l’impératrice reine Marie-Louise d’Autriche, et sur la naissance de S. M. le roi de Rome, F. Didot, 1811.
- Ode sur le prochain accouchement de S. M. l’impératrice reine Marie-Louise d’Autriche, impr. de P. Didot l’aîné, 1811.
- Héloïse, drame en 3 actes et en vers, représentée à Paris, au théâtre de l’Impératrice, 27 octobre 1812, J.-G. Dentu, 1812.
- Les Infiniment Petits, ou Précis anecdotique des événements qui se sont passés au théâtre de l’Odéon les 22 et 29 novembre 1812, Delaunay, 1813.

## Sources
- Eustache-Marie Courtin, Encyclopédie moderne : Dictionnaire abrégé des hommes et des choses, des sciences, des lettres et des arts, avec l'indication des ouvrages où les divers sujets sont développés et approfondis, t. 16, Bruxelles, Th. Lejeune, 1830, 479 p. (lire en ligne), p. 418.